# Плазма богата тромбоцитима
Плазма богата тромбоцитима (ПБT), позната и као аутологна кондиционирана плазма, јесте концентрат протеина плазме богат тромбоцитима добијен из пуне крви, центрифугиранјем да би се уклонила црвена крвна зрнца. Иако се ПБТ промовишу за лечење низа медицинских проблема, докази за њену примену су различити од 2020. године, са неким доказима за употребу у одређеним стањима и доказима против употребе у другим стањима.
Као концентрисани извор крвне плазме и аутологна кондиционирана плазме, ПБР садржи неколико различитих фактора раста и других цитокина који могу стимулисати зарастање меког ткива и зглобова. Постоје неке индикације за употребу у спортској медицини и ортопедији (акутна натегнућа мишића, тендинопатије и мишићно-фасцијалне повреде и остеоартритис), или дерматологији (андрогена алопеција, зарастање рана и подмлађивање коже) или чак у проктологији (код аналних фистула).
За припрему ПБТ користе се различити протоколи, са основним принципом концентрације тромбоцита на физиолошки ниво 3 до 5 пута, а затим убризгавање овог концентрата у ткиво где је зарастање пожељно.
Поред употребе у клиничкој пракси, ПБТ се користи за различите апликације у инжењерингу ткива у контексту ремоделовања костију, хрскавице, коже и меких ткива. Рецензирано је да служи као извор за „испоруку фактора раста и/или ћелија унутар конструката ткивног инжењеринга, често у комбинацији са биоматеријалима“.

## Основне информације

### Тромбоцити
Тромбоцити или крвне плочице су пореклом из  костне сржи  и њене мегакариоцитне лозе, коју чине велике ћелије хематопоезног система који се још у костној сржи или непосредно након уласка у крв фрагментишу у тромбоците. Према томе тромбоцити су делови цитоплазме мегакариоцита. 
Тромбоцити су најмање су од свих ћелија крви јер су пречника 2-4 µм,  животног века око 10 дана. Они немају ћелијско једро, и спадају у групу ћелија које не могу да се деле. И поред тога они имају бројне функције, које су од виталног значаја.  
Због склоности ка међусобном слепљивању (аглутинацији), отежано је њихово бројање, па се зато нормаланим бројем тромбоцита у крви сматра бројчана вредност између 150 и 400 x 1.000.000.000. У крвотоку, животни век им је око 10 дана.
Учествују у свим фазама коагулације крви, у пролиферацији ћелија, модификацији инфламације, неопходни су за одржавање интегритета ендотела крвних судова, самим тим и за зарастање рана. Изражену секреторну функцију омогућава постојање бројних гранула и два система канала:
- отворених канала - кроз који се приликом активације тромбоцита садржај гранула ослобађа у спољашњу средину,
- систем канала са електронски густим садржајем - који је измењен ендоплазматски ретикулум у коме се налазе јони кацијума.

Поред ова два система канала, тромбоцити садрже и алфа, делта (дензне) и ламбда грануле, затим пероксизоме, енергију депоновану у виду гликогена и понеку митохондрију.
- Алфа грануле су најбројније и најкрупније, садрже фибриноген, вон Вилебранд-ов фактор, тромбоцитни фактор раста, медијаторе ангиогенезе и инфламације.
- Делта грануле садрже калцијумове јоне неопходне за активацију бројних сигналних каскада, енергију депоновану у облику АДП, АТП, пирофосфата, као и серотонин унет из крвне плазме.
- Ламбда грануле су по својој структури лизозоми.

### Тромбоцитнни фактор раста
Тромбоцитни фактор раста (ПДГФ)  један је од многобројних фактора раста изведен из тромбоцита који регулише раст и деобу ћелија.
ТГФ Б (трансформациони фактор раста)  има важну улогу у стимулацији регенерације костију јер инхибира остеокласте. Такође учествује у стимулацији раста епителних и васкуларних ендотелних ћелија и продукције колагена, због чега је неопходан за зарастање рана, или регенерацију ткива. 
ЕГФ (епидермални фактор раста) - стимулишући ћелијску пролиферацију и деференцијацију, има значајну улогу у ангиогенези и опоравку ткива након оштећења. 
ВЕГФ (васкуларни ендотелни фактор раста) - сигнални молекул изузетно важан на путу сазревања матичне ћелије у ендотелну, учествујући на тај начин у стварању нових крвних судова. 
ПДГФ (тромбоцитни фактор раста) - јесте гликопротеин, који везујући се за себи одговарајуће рецепторе покреће процес ангиогенезе, активације макрофага и продукције колагена. 
ФГФ (фибробластни фактор раста) учествује у миграцији фибробласта и има есенцијалну улогу у продукцији колагена, самим тим и у обнављању оштећеног ткива.

## Припрема
ПБТ се припрема узимањем узорка венске крви обично између 20 и 60 мл, по устаљеном принципу, у унапред припремљену антикоагулантну ПБТ епрувету. ПБТ епрувета или комплет је део ПБТ система, чија понуда на тржишту стално расте и између којих постоје велике разлике које се на крају могу одразити на ефикасност самог ПБТ препарата. Због тога постоји могућности да се угрози квалитет ПБТ-а, а избор антикоагуланса може лако постати критична тачка у процесу његовог добијања. У том циљу спроведене су бројне студије да би се на основу стечених сазнања избегло било какво оштећење тромбоцита и последично смањила њихову функционалност. Оно што су истраживања показала јесте да су АЦД (ацид цитрат декстроза) и ЦТАД (цитрат теофилин аденозин дипиридамол) најсигурнији антикоагуланси за производњу ПРП-а.
Добијена супстанца варира од особе до особе и од установе до установе, што отежава разумевање колико је безбедна и ефикасна свака конкретна употреба добијене супстанце.
- Припрема плазме богате тромбоцитима
- Крв извађена из вене  пацијента
- Центрифугирање пуне крви пацијента
- Уклањање ПБТ после двоструког центрифугирања
- ПБТ спремна за убризгавање у подручје повреде уз помоћ ултразвучног навођења

## Друштво и култура
ПBT је добилa пажњу у популарним медијима након њене употребе од стране спортиста, иако ФДА у САД није одобрила употребу у спортском окружењу.
Током 2010-их, спорне козметичке процедуре које се продају под називом „вампирски третмани за лице“ добиле су на популарности, која је подстакнуте признањем славних личности. Ови „вампирски третмани лица“ се углавном фокусирају на ПБТ третман и обично (али не увек) укључују убризгавање микроиглицама.
ПБТ је такође убризган у вагину, у процедури која се зове  енг. Orgasm shot  или O-Shot на основу тврдње да ће то побољшати оргазме. Међутим, нема доказа који подржавају ове тврдње.

### Допинг
Постоји одређена забринутост да ли ПБТ третмани крше антидопинг правила.  Од 2010. године није било јасно да ли локалне ињекције ПБТ могу имати системски утицај на нивое циркулишућих цитокина, и тако утичу на допинг тестове и да ли ПБТ третмани имају системске анаболичке ефекте или утичу на перформансе.
У јануару 2011. године, Светска антидопинг агенција је уклонила интрамускуларне ињекције ПБТ из својих забрана након што је утврдила да постоји „недостатак било каквих актуелних доказа у вези са употребом ових метода у сврху побољшања учинка“.

## Индикације
- Плантарни фасцитис
- Тендопатије
- Остеоартритис рамена, кукова, колена, малих зглобова руку и стопала
- Хроничне спорозарастајуче ране и ожиљци
- Повреде мишића